# 斯派尔酒瓶

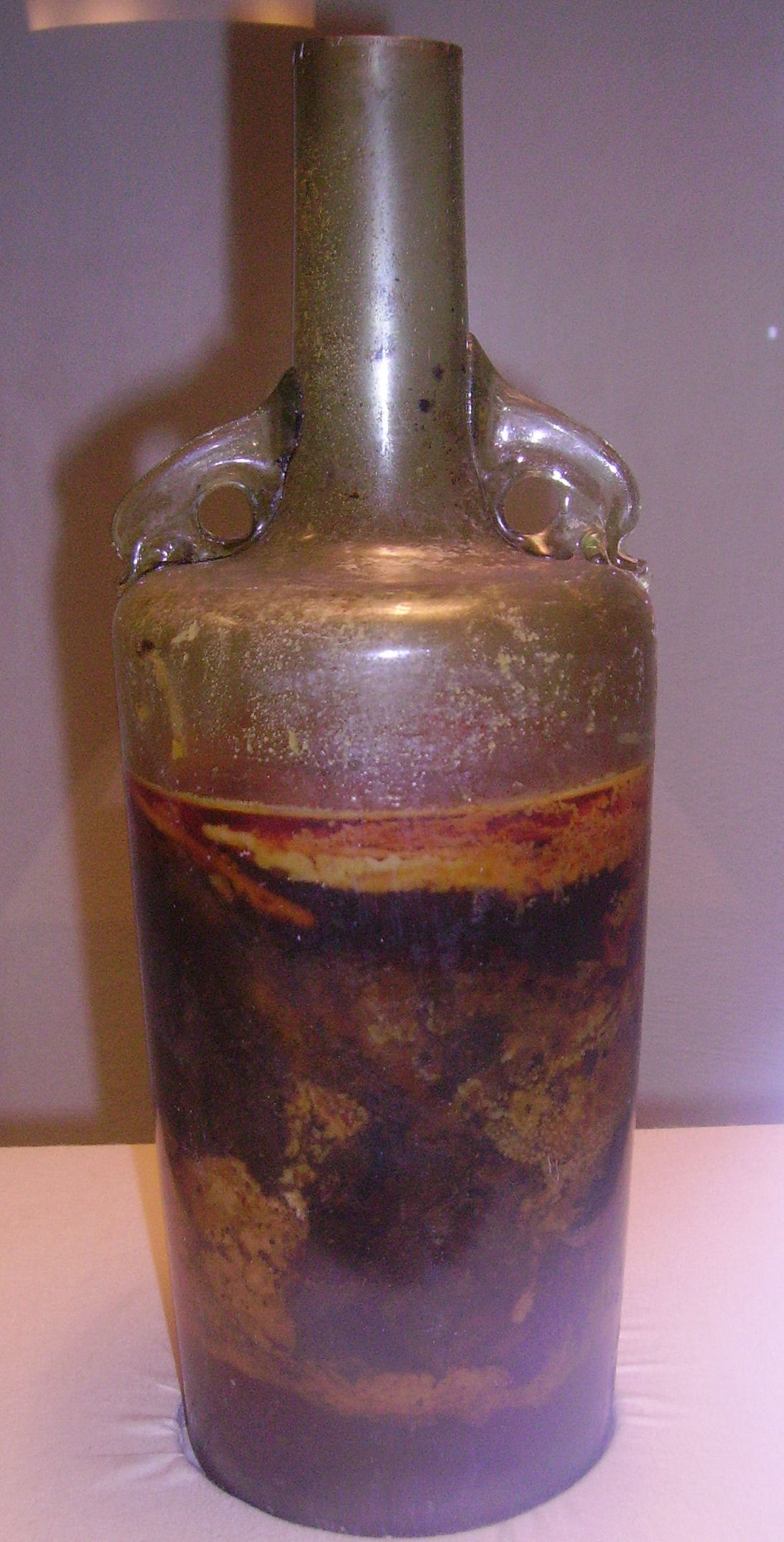
斯派尔酒瓶

斯派尔酒瓶（或Römerwein ）是一个密封容器，据考古研究推测，其内部封存有液态葡萄酒。该酒瓶出土于德国斯派尔附近的一座古罗马墓葬，并因此得名。目前，它被公认为世界上现存最古老的葡萄酒瓶。

## 历史
这个酒瓶内很可能盛装着葡萄酒。1867年，人们在现今德国莱茵兰-普法尔茨州的斯派尔附近发现了这件文物。值得注意的是，斯派尔是该地区历史最悠久的聚居地之一。此后，该文物被认定为"现存最古老的葡萄酒瓶"。 
经考证，这瓶酒的年代可追溯至公元325至350年间，是目前已知世界上最古老且未开封的葡萄酒容器，是世界上已知的最古老的未开封葡萄酒瓶。 。这件1.5升容量的玻璃器皿呈黄绿色，具有类似双耳瓶的"肩部"特征，并配有一对海豚造型的手柄
。自发现以来，它一直陈列于斯派尔普法尔茨历史博物馆的葡萄酒展区，并永久展示于该博物馆的塔楼展厅内。

## 发现过程
这个瓶子出土于一座公元4世纪的罗马贵族墓葬的考古发掘过程中 。墓葬内安置了两具石棺，分别葬有一名男性和一名女性。据相关史料显示，男性墓主生前曾服役于罗马军团，而这些酒器可能与其军旅生涯密切相关。考古人员发现，女性石棺中陪葬有六个酒瓶，男性石棺则随葬了十个酒瓶，其中仅有一个瓶内残留有液体物质。
该酒瓶刚出土时，其内容物呈现明显分层，其底部约三分之一为透明液体，上部则充填着松香混合物。

## 葡萄酒保存
根据现有研究推断，该瓶内液体虽已失去乙醇成分，但化学分析证实其中至少部分残留物为葡萄酒。此外，酒液中还检测到草本植物混合物及大量浓稠橄榄油。这些橄榄油在瓶内形成隔绝层，有效阻隔了葡萄酒与空气的接触
。
尽管科学家曾考虑开封以深入分析液体成分，但截至2023年，出于对液体接触空气后可能发生化学变化的担忧，学界仍保持谨慎态度而未启封。据葡萄酒博物馆馆长卢德格·特坎普（Ludger Tekampe）观察，在过去25年间，斯派尔酒瓶内的物质状态未发生任何可见变化。

## 其他相关
- 古罗马与葡萄酒
- 酒的储存